# Bohater Turkmenistanu
Bohater Turkmenistanu (turkm. Türkmenistanyň Gahrymany) – najwyższy tytuł honorowy Republiki Turkmenistanu, nawiązujący formułą do dawnego Bohatera Związku Radzieckiego. 

## Statut tytułu
Tytuł Bohatera Turkmenistanu został ustanowiony Ustawą Turkmenistanu „O ustanowieniu najwyższego stopnia wyróżnienia – tytułu Bohatera Turkmenistanu”, przyjętą przez Medżlis Turkmenistanu 30 września 1992 roku. Ustawa Turkmenistanu z dnia 27 grudnia 1995 roku nr 101-1 zatwierdziła nową wersję „Przepisów o tytule Bohatera Turkmenistanu”. Kolejna edycja przepisu została zatwierdzona Ustawą Turkmenistanu z 28 lutego 2015 roku.
Tytuł Bohatera Turkmenistanu nadawany jest wyłącznie obywatelom Turkmenistanu za szczególnie wybitne zasługi dla państwa i społeczeństwa. Tytuł Bohatera Turkmenistanu w wyjątkowych przypadkach może zostać ponownie przyznany obywatelom, którzy wnieśli ogromny osobisty wkład we wzmacnianie suwerenności, porządku konstytucyjnego i państwowości Turkmenistanu.
Tytuł Bohatera Turkmenistanu nadaje Prezydent Turkmenistanu. Nadania tytułu Bohatera Turkmenistanu Prezydentowi Turkmenistanu dokonuje Medżlis Turkmenistanu.
Bohater Turkmenistanu otrzymuje specjalną odznakę wyróżnienia – Złotą Gwiazdę „Altyn Aý” („Złoty Księżyc”) oraz świadectwo nadania tytułu. Bohater Turkmenistanu ponownie uhonorowany tytułem Bohatera Turkmenistanu otrzymuje drugą Złotą Gwiazdę „Altyn Aý”, a dla upamiętnienia jego szczególnych zasług zostaje wzniesione popiersie wyróżnionego z brązu. Miejsce wykonania popiersia wskazuje świadectwo nadania tytułu.
Bohaterowi Turkmenistanu wypłacana jest na koszt państwowej rezerwy dewizowej jednorazowa premia w wysokości 25 tysięcy dolarów amerykańskich oraz comiesięczna premia w wysokości 50% całości uzyskiwanych dochodów, nie podlegająca opodatkowaniu, na koszt budżetu państwa. Bohaterowi Turkmenistanu ponownie wyróżnionemu tytułem Bohatera Turkmenistanu wypłacana jest jednorazowa premia w wysokości 100 tysięcy dolarów amerykańskich na koszt państwowej rezerwy walutowej oraz miesięczna premia w wysokości 100% całości uzyskiwanych dochodów, nie podlegająca opodatkowaniu, na koszt budżetu państwa.
Bohaterowi Turkmenistanu przysługują następujące przywileje:
- prawo do emerytury państwowej w wysokości co najmniej pięciokrotności emerytury osobistej;
- prawo do pozaplanowego przydziału mieszkań oraz prawo do pozaplanowych świadczeń placówek medycznych, komunalnych, kulturalnych i oświatowych;
- prawo do bezpłatnego korzystania z transportu miejskiego (z wyjątkiem taksówek) i bezpłatnego podróżowania raz w roku (w obie strony) na terenie Turkmenistanu drogą powietrzną, kolejową – w wagonach 1. klasy pociągów pospiesznych i pasażerskich, drogą wodną – w kabinach 1. klasy oraz międzymiastowym transport drogowym.

Bohaterowie Turkmenistanu korzystają także z innych świadczeń w sposób i w przypadkach określonych w innych aktach prawnych Turkmenistanu.
Złotą Gwiazdę „Altyn Aý” nosi się po lewej stronie klatki piersiowej nad orderami i medalami Turkmenistanu.
Pozbawienie tytułu Bohatera Turkmenistanu może nastąpić na mocy dekretu Prezydenta Turkmenistanu w przypadku skazania osoby wyróżnionej za poważne przestępstwo.

## Opis Złotej Gwiazdy „Altyn Aý”

### 1992–2014
Pierwsza Złota Gwiazda „Altyn Aý” miała kształt koła wpisanego w regularną ośmiokątną gwiazdę. Gwiazda wykonana jest z białego złota i składa się z 48 promieni, ozdobionych 124 diamentami różnej wielkości. Całkowita średnica medalu wynosi 44 mm.
W centrum medalu, wykonanym ze złota próby 958, na tle 17 promieni słonecznych wychodzących ze środka, znajduje się reliefowy lewy profil pierwszego prezydenta Turkmenistanu, Saparmyrata Nyýazowa „Turkmenbaszy”, wykonany z białego złota. Wysokość reliefu to 12,7 mm. Wokół wizerunku znajdują się trójwymiarowy złoty półksiężyc i pięć gwiazd. W każdą gwiazdę wstawiony jest diament o średnicy 5 mm.
Na obwodzie, w pasku o szerokości 2,15 mm, umieszczono 34 szmaragdy. Średnica centralnego koła wraz z paskiem ze szmaragdami wynosi 27,5 mm.
Na rewersie gwiazdy znajduje się napis „«Altyn Aý» Türkmenistanyň Medaly” oraz wygrawerowany numer seryjny.
Za pomocą oczka i łańcuszka medal jest połączony z zawieszką, której szerokość wynosi 22 mm, a wysokość 17 mm. W górnej części zawieszki w prostokątnej ramce (22 × 7 mm) widnieje trójwymiarowy napis „TÜRKMENISTANYŇ GAHRYMANY”. Ta część zawieszki jest pokryta czerwoną emalią.
W dolnej pięciokątnej części (20 × 10 mm), na tle zielonej emalii, znajdują się dwie gałązki oliwne. Całą zawieszkę i łańcuszek łączący wykonano ze złota próby 958.

### Od 2014 roku
W 2014 roku zatwierdzono nowy wygląd medalu.
Aktualna Złota Gwiazda „Altyn Aý” ma kształt koła wpisanego w ośmiokątną, foremną gwiazdę. Gwiazda wykonana jest ze złota i składa się z 48 promieni słonecznych, ozdobionych 128 diamentami różnej wielkości. Całkowita średnica medalu wynosi 60 mm.
W centrum medalu, na tle promieni słonecznych wychodzących ze środka, wpisano wewnętrzny okrąg zawierający zarys granic Turkmenistanu w złotym kolorze, a wokół niego – wizerunki złotego półksiężyca i pięciu gwiazd. Każda gwiazda o średnicy 5 mm jest ozdobiona diamentem.
Na obwodzie, w pasku o szerokości 3 mm, umieszczono w pierścieniu 50 szmaragdów. Średnica centralnego koła wraz z paskiem ze szmaragdami wynosi 37,5 mm.
Na rewersie medalu znajduje się napis „«Altyn Aý» Türkmenistanyň medaly” oraz wygrawerowany numer seryjny.
Za pomocą pierścienia medal jest połączony z zawieszką, której szerokość wynosi 30 mm, a wysokość 23 mm. W górnej części zawieszki w prostokątnej ramce o szerokości 30 mm i wysokości 9,5 mm widnieje napis „TÜRKMENISTANYŇ GAHRYMANY”. Ta część zawieszki pokryta jest czerwoną emalią. W dolnej pięciokątnej części, pokrytej zieloną emalią, która ma szerokość 26 mm i wysokość 13,5 mm, znajdują się dwie rozchodzące się złote gałązki oliwne.
Złota Gwiazda „Altyn Aý” i jej zawieszka wykonane są ze złota próby 750.